# Mundo grúa
Mundo grúa és una pel·lícula argentina del 1999, escrita i dirigida per Pablo Trapero. La pel·lícula va ser produïda per Lita Stantic i Pablo Trapero i protagonitzada per Luis Margani, Adriana Aizemberg, Daniel Valenzuela, entre d'altres. Va ser parcialment finançada per l'INCAA argentina.
La imatge és sobre la vida de classe treballadora a l'Argentina, que és agitada (filmada en sèpia, blanc i negre). La pel·lícula segueix les fortunes de la vida de Rulo, un home suburbà a l'atur, que intenta guanyar-se la vida com a operador de grues a Buenos Aires.

## Argument
La pel·lícula parla de Rulo (Luis Margani), un músic de cert èxit a la dècada de 1970. Avui està divorciat i és un treballador a l'atur que viu a Buenos Aires a finals dels anys 90. Té inquietud per la feina que pugui trobar. Viu amb el seu fill que també s'inclina musicalment i la seva mare (Graciana Chironi).
El seu millor amic Torres (Daniel Valenzuela), que té connexions a la indústria de la construcció argentina, li troba treball com a gran operador de grues. Rulo es troba amb Adriana (Adriana Aizemberg), que dirigeix una sandvitxeria. Aplega un treball com a operador de màquines excavadores a la Patagònia. Els treballadors viuen en una masia remota i la relació entre gestió i treball és difícil.
Un dia els treballadors no reben aliments durant el dinar, així que es neguen a treballar fins que mengin. Rulo aviat descobreix que començar amb èxit a una edat avançada resulta ser més difícil del que es pensava.

## Repartiment
- Luis Margani - Rulo
- Adriana Aizemberg - Adriana
- Daniel Valenzuela - Torres
- Rolly Serrano - Walter
- Graciana Chironi - Mare de Rulo
- Federico Esquerro - Claudio
- Alejandro Zucco - Zucco
- Alfonso Rementería

## Distribució
La pel·lícula es va estrenar a l'Argentina el 17 de juny de 1999. Posteriorment es va presentar al Festival Internacional de Cinema de Toronto el 17 de setembre de 1999.
La pel·lícula es va projectar a diversos festivals de cinema, entre ells: el Festival de Cinema de Sundance, Colorado; el Festival Internacional de Cinema de Rotterdam, Països Baixos; el Festival de Cinema de Fribourg, Suïssa; el Buenos Aires Festival Internacional de Cine Independiente, Argentina; el New Directors / New Films Festival, Nova York; i altres.

## Recepció crítica
El crític de cinema Stephen Holden a The New York Times, li agradava la mirada i el to de la pel·lícula i va escriure: "[la imatge] és un llançament estilístic del neorrealisme italià dels anys quaranta. La cinematografia granulada i de to sèpia i les interpretacions naturalistes de clau baixa realitzades per un repartiment de professionals no professionals milloren la seva autenticitat en la porció de vida."
El crític de cinema Diego Lerer, membre de la FIPRESCI, va escriure un extens assaig sobre les pel·lícules del director Pablo Trapero. Va revisar favorablement Mundo grúa i creu que la pel·lícula de Trapero avança la "Nova ona del cinema argentí" i les seves pel·lícules continuen separant-se de les històries antigues argentines. Va escriure, "La pel·lícula de Trapero es va atrevir a alliberar-se dels models clàssics narratius. Tot i que la pel·lícula té una història i una que avança amb una eficàcia absoluta, Mundo grúa respecta el ritme intern dels personatges com cap de les altres pel·lícules de joves directors argentins ho havia fet fins ara ... A la pel·lícula de Trapero, les escenes es desenvolupen en tota la seva longitud."

## Premis[calcitació]
- 56a Mostra Internacional de Cinema de Venècia: Premi Anicaflash per Pablo Trapero; 1999.
- Festival Internacional del Nou Cinema Llatinoamericà de l'Havana: Premi Especial del Jurat; Pablo Trapero; 1999.
- Buenos Aires International Festival of Independent Cinema: Millor Actor, Luis Margani; Millor Director i Premi Especial OCIC, Pablo Trapero; 1999.
- Festival Internacional de Cinema de Fribourg: Premi Don Quixote; Premi del Jurat Ecumènic; Premi FIPRESCI, per un primer llargmetratge que ofereix una mirada directa i veraç cap a una lluita personal per una vida digna i solidària; Premi de guió SAA; tot per a Pablo Trapero; 2000.
- Premis de l'Associació de Crítics de Cinema Argentina: Còndor de Plata; Millor Ópera Prima, Pablo Trapero; Millor Nou Actor, Luis Margani; Millor Actriu Secundària, Adriana Aizemberg; 2000.
- Festival Internacional de Cinema de Rotterdam: Premi FIPRESCI, Pablo Trapero, pel realisme sobri i coherent amb el qual retrata la humanitat del personatge principal; Premi Tigre, Pablo Trapero; 2000.
- Festival de Cinema d'Amèrica Llatina de Tolosa: Gran Premi, Pablo Trapero; 2000.

## Nominacions
- Seminci: Espiga d'Or, Pablo Trapero; 1999.
- Premis Goya: Goya a la millor pel·lícula estrangera de parla hispana, Pablo Trapero, Argentina; 2000.[5]